# 考拉海购
考拉海购，原名网易考拉，是一个跨境购物网站，于2015年1月9日成立。

## 历史
2016年，获得国内跨境电商中首张“B2C商品类电子商务交易服务认证证书”。2019年1月，于杭州湖滨银泰开设第一家线下店。2019年7月份月活跃用户人数达935.27万。
2019年9月6日，阿里巴巴以20亿美元全资收购网易考拉，后网易考拉改名为考拉海购。
其曾被中消协曝出存在出售虚假商品的问题。截至2025年5月9日，考拉海购APP全网下架，应用页面内容全部清空。